# Butler Bulldogs
Butler Bulldogs – nazwa drużyn sportowych Butler University w Indianapolis, biorących udział w akademickich rozgrywkach w Big East Conference oraz Pioneer Football League (futbol amerykański), organizowanych przez National Collegiate Athletic Association. 

## Sekcje sportowe uczelni

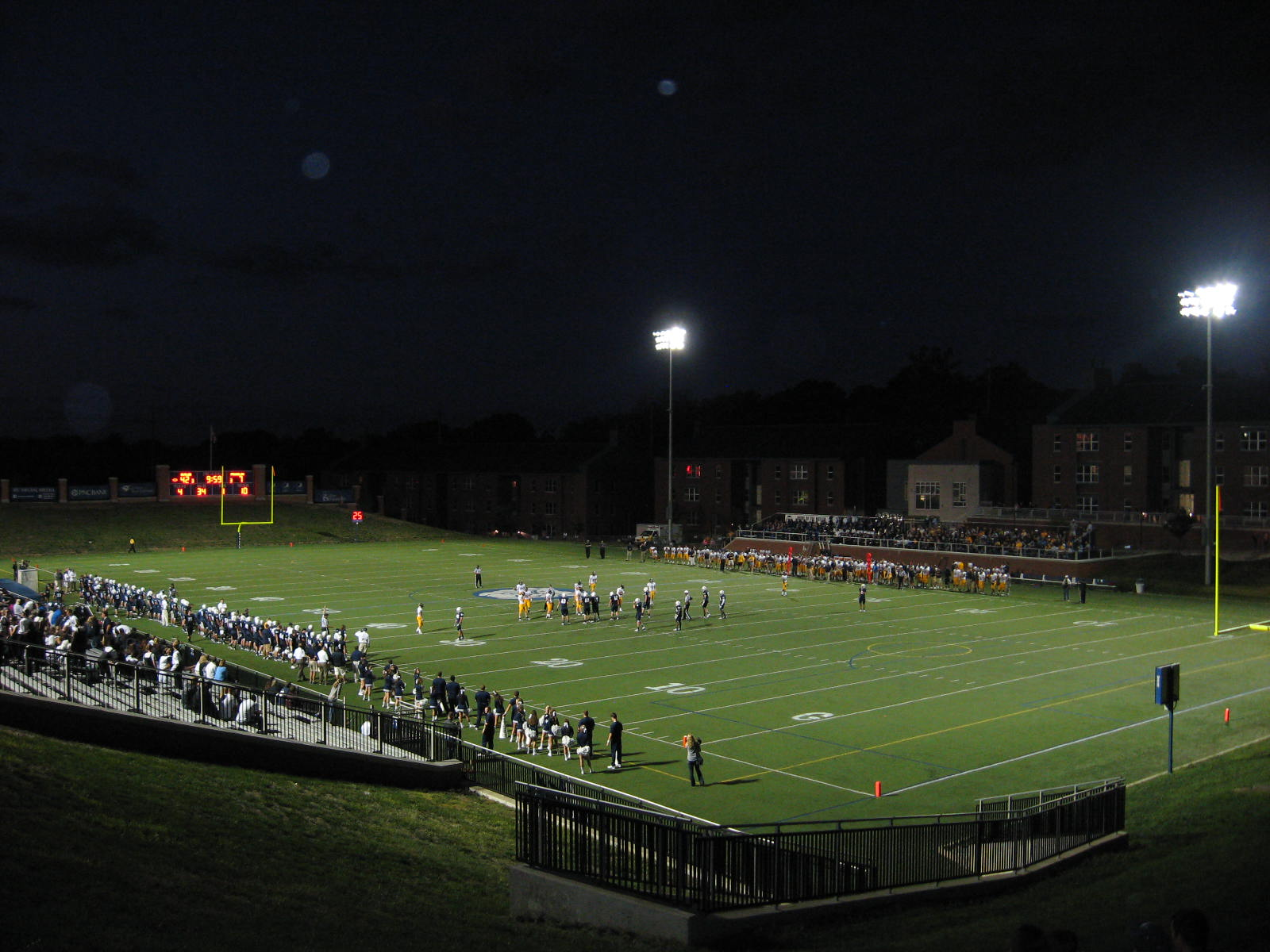
Butler Bowl.

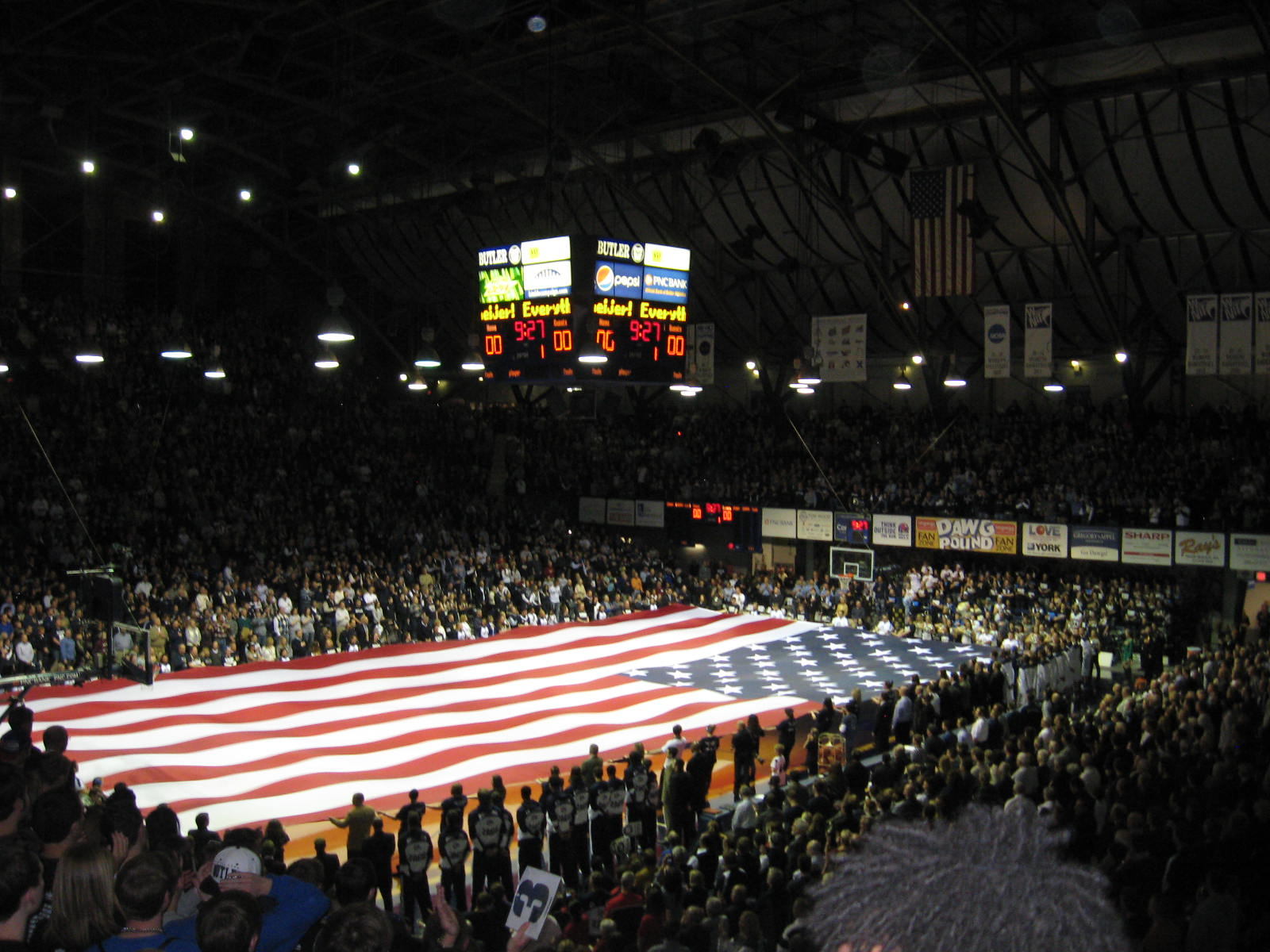
Hinkle Fieldhouse.

| Mężczyźni - baseball - bieg przełajowy - futbol amerykański - golf - koszykówka - lekkoatletyka - piłka nożna - tenis | Kobiety - bieg przełajowy - koszykówka - lacrosse - lekkoatletyka - piłka nożna - siatkówka - pływanie - softball - tenis - wioślarstwo |

## Obiekty sportowe
- Butler Bowl – stadion futbolowy o pojemności 5647 miejsc, na którym rozgrywane są mecze futbolu amerykańskiego[2]
- Hinkle Fieldhouse – hala sportowa o pojemności 9100 miejsc, w której odbywają się mecze koszykówki i siatkówki[3]
- Varsity Field – stadion piłkarski[4]
- Bulldog Park – stadion baseballowy[5]
- Butler Softball Field – stadion softballowy[6]
- Outdoor Tennis Courts – korty tenisowe[7]
- Butler Bubble – kryte korty tenisowe[8]
- Health and Recreation Complex Pool – hala sportowa z pływalnią[9]